# Les Moss

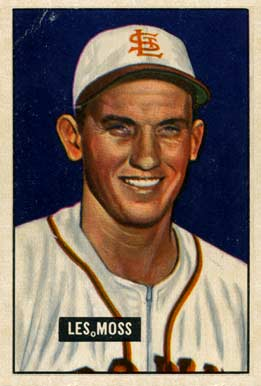
Les Moss en las Grandes Ligas de 1951.

John Lester "Les" Moss (14 de mayo de 1925 - 29 de agosto de 2012) fue un jugador de béisbol profesional, entrenador, explorador y administrador. Él jugó en las Grandes Ligas de Béisbol como receptor de los Browns de San Luis en la parte más importante de su carrera, y fue un receptor suplente casi toda su carrera.

## Biografía
Moss nacido en Tulsa, Oklahoma, comenzó su carrera en el béisbol profesional en 1942 a la edad de 17 años, jugando para los Americus Pioneers de la Liga de Georgia-Florida. En 1943 se trasladó a la clase A Elmira Pioneers de la Liga del Este donde él fijó un promedio de bateo de .308 en 96 juegos. Echaba de menos las temporadas de 1944 y 1945, mientras servía en la Marina Mercante. Él jugó para el Toledo Mud Hens en 1946, llegando a 0.297 en 121 juegos antes de ser llamado al final de la temporada para hacer su debut en las Grandes Ligas con los Browns de San Luis el 10 de septiembre.